# Huszár Károly (kanonok)
Huszár Károly (Kethely, 1824. április 23. – Székesfehérvár, 1901. július 19.) kanonok, címzetes prépost, Huszár Imre gazdatiszt és író öccse. Jelentős műve a Történetekkel Felvilágosított Egyházi Beszédek című könyvsorozat.

## Élete
Kethelyen született, ahol atyja iskolamester volt, aki 1840-ben meghalt. Középiskoláit Kethelyen, Szombathelyt, Tatán végezte. 1841-ben Székesfehérvárt a papnövendékek közé fölvétetett. 1847. július 16-án áldozópappá szenteltetett föl; hat évig Kálozon, Gyúrón, Pázmándon, Válban és Fehérvárt mint segédlelkész működött. 1854-ben a székesfehérvári elöljáróság által alapított hitelemzői állomásra választották meg; egyszersmind a magyar nyelvet is tanította. 1855-ben püspöki széktartó és szentszéki jegyző lett, 1858-ban püspöki titkár, 1868-ban papnevelő intézeti hittanár, 1872-ben zsámbéki plébános, kerületi esperes és tanfelügyelő, 1888-ban kanonok, 1891-ben egyházmegyei főtanfelügyelő, 1892-ben prépost. Székesfehérvárt megalakította a legényegyletet, a Szent László Társulatot; Zsámbékon létrehozta a segélyegyletet, a halotti társulatot; a templomot saját költségén megújíttatta.
A Religiónak 1843-tól munkatársa volt, a Katholikus Néplapba 1843-tól írt a nevelés és ifjúság körébe tartozó cikkeket; a Pázmány-Füzetekbe (1869. I. Szent László király és szent Anna ünnepére, II. Nagybőjt minden vasárnapjaira való tanítások. III. egyházi beszéd és iskolai katekesisek, IV. egyházi beszédek.); írt még a Magyar Államba; a Magyar Koronába, a Budapesti Hírlapba sat.

## Művei
- Történetekkel felvilágositott egyházi beszédek minden vasár-, ünnepnap- s több alkalmakra. Székesfehérvár, 1854. Hat füzet. Online (2. kiadás. Székesfejérvár, 1880.) II. évf. 1863. (2. kiadás 1880.) III. évf. 1867. (2. kiadás 1881.) IV. évf. 1876., V. évf. 1877., VI. évf. 1878., VII. évf. 1881. Székesfejérvár.
- Egyházi énekek a katholikus hívek használatára. Buda, 1855.
- Emléklapok kath. gyermekek számára. Székes-Fehérvár, 1856. Színes képekkel.
- Szent beszédek a nagybőjt minden napjára. Székes-Fehérvár. 1857. Két kötet.
- Julia és Mária. Levelek a kath. isteni tiszteletről. Cordelia után. Székes-Fehérvár, 1858.
- Üdvözlégy Mária magyarok nagyasszonya! Ének- és imakönyv a kath. nép használatára. Székes-Fehérvár, 1859. 15 képpel.
- Őrangyal. Énekes imakönyv a kath. ifjúság használatára. Székes-Fehérvár, 1859. 16 képpel. (4. kiadás 1868, 5. k. 1872., 7. k. 1887., 8. jav. kiadás 1895. Székes-Fehérvár.)
- Temetési szertartások rendje és halotti énekek. Székes-Fehérvár, 1859. (2. kiadás. Székes-Fehérvár, 1884.)
- Az ur Jézus szenvedése és halála. Történetekkel felvilágosított beszédek a nagy bőjtre. Székes-Fehérvár, 1860.
- Vezérkönyv az élő szent olvasóról nevezett Mária-társulat számára. Székes-Fehérvár, 1860.
- Egyházi beszéd, melyet szent István első magyar király országos ünnepén 1860. aug. 20. a székesfehérvári főtemplomban elmondott és 1860. okt. 20. visszaállított magyar alkotmány emlékére közrebocsátott. Székes-Fehérvár, 1860.
- A forradalom és annak megtestesülése a divatos államban. Székes-Fehérvár, 1862.
- A trappista. Üdvösség után sóvárgó lelkek számára. Székes-Fehérvár, 1862.
- Szent olvasó királynéja könyörögj érettünk! Székes-Fehérvár, 1864.
- Készület az élet legszebb napjára; vagyis bizalmas beszélgetések, megható történetek és tanulságos példák által ékesítve és fölvilágosítva az első áldozók számára. Székes-Fehérvár, 1867.
- Vezérkönyv a bucsújárók számára, a bold. szűz Mária bodaiki, andocsi és kisczeli kegyelemképe s történetével. Székes-Fehérvár, 1869.
- Bibliai történetek lelkipásztorok; hitelemzők, tanítók, szülők, gyermekek, ker. hivek számára. Schmidt Kristóf nyomán. Székes-Fehérvár, 1869. két kötet. (2. kiadás 1879. Székes-Fehérvár.)
- Magyarország történelme kérdések- és feleletekben kath. elemi s felsőbb népiskolák, polgári iskolák számára. Székes-Fehérvár, 1869. (3. k. 1872. Székes-Fehérvár.)
- Magyarország történelme kérdések- és feleletekben, kath. elemi iskolák számára. Székes-Fehérvár, 1869. (3. k. 1872. Székes-Fehérvár.)
- Történetekkel felvilágosított egyházi beszédek Magyar-Erdélyország minden bucsúnapjára. I. kötet. Székes-Fehérvár, 1873., II. k. Vácz, 1874. III. k. Bpest, 1875.
- Történetekkel felvilágosított egyházi beszédek minden lelkipásztorkodási alkalomra. Székesfehérvár, 1873-75. Négy kötet.
- Történetekkel és magyar közmondásokkal felvilágosított egyházi beszédek a nagybőjtre. Székesfehérvár, 1879. Hét évi folyam.
- Vasár- és ünnepnapi szent olvasmányok magyarázata, történetekkel felvilágosítva. Székesfehérvár, 1883.
- Osvald atya, vagyis a protestantismus saját feloszlásában. Elbeszélés olyanok számára, a kik a kath. religio igazságát bővebben meg akarják ismerni. Német után. Székesfehérvár, 1883.
- A három vándor, vagyis a hit. Elbeszélés a keresztény ifjúság és nép számára. Bpest, 1883.
- Elmélkedések Krisztus szenvedése és halála fölött. A nagybőjt minden napjára. Hevenesi Gábor jezsuita atya latin munkája után. Bpest, 1884.
- Margit vagy a remény. Elbeszélés a keresztény ifjúság és nép számára. Bpest, 1884.
- A vademberek vagyis a keresztény szeretet. Elb. a ker. ifj. és nép számára. Bpest, 1884.
- Klotild vagyis a keresztség. Elb. a kereszt. ifj. és nép számára. Bpest, 1884.
- Xaveri szent Ferencz indusok apostola, vagyis a bérmálás. Elb. a ker. ifjúság és nép számára. Bpest, 1884.
- A keresztények legyenek-e zsidók? Bpest, 1884. (Válasz Singer J. ezen iratára: A zsidók legyenek-e keresztények?)
- Szent olvasó királynéja könyörögj érettünk! Bpest, 1885. (Ima- és énekkönyv 5. bőv. kiadás. Bpest, 1885.)
- Istenes gyermek. Ima és énekkönyv keresztény kath. gyermekek számára. Bpest, 1885.
- Robert király szelidsége, vagyis a szent áldozás. Elb. a ker. ifj. és nép számára. Bpest, 1885.
- Ágoston vagyis a bűnbánat. Elb. a ker ifj. és a nép számára. Bpest, 1885.
- A keresztény Róma, vagyis az egyházi rend. Elb. a ker. ifj. és nép számára. Bpest, 1885.
- Róza az egyház hű leánya. Hiterkölcsi elbeszélés. Bpest, 1885. (Janalik Vincze után szabadon ford.)
- Szent Lajos király utolsó kereszthada a szent földre, vagyis utolsó kenet. Elb. a ker. ifj. és nép számára. Bpest, 1885.
- Erzsébet vagyis a házasság. Elb. a ker. ifj. és nép számára. Bpest, 1886.
- Hiterkölcsi tan- és példakönyv, mely az egész katekismust... könnyen és érthetőleg előadja. Bpest, 1889.
- Vizkurám, 30 esztendőnél tovább próbálva és írva, a betegségek ellen és az egészség fentartására. Kneip Sebestyén után. Bpest, 1889.
- A sociáldemocrácia czéljai és a liberális eszmék. Pachler Mihály után, Székesfejérvár, 1894.

## Álnevei és jegye
Katona, Fejérvári, *** (a hirlapokban.)